# Microgobius crocatus
Microgobius crocatus és una espècie de peix de la família dels gòbids i de l'ordre dels cipriniformes que es troba al Pacífic oriental central.